# Apollodore de Lemnos
Pour les articles homonymes, voir Apollodore et Lemnos.
Apollodore (en grec ancien Ἀπολλόδωρος) est un agronome grec du IVe siècle av. J.-C..

## Notice biographique
Vraisemblablement contemporain d'Aristote, natif de l’île de Lemnos, très peu de choses sont connues de cet auteur. Aristote mentionne son ouvrage au sujet de l'exploitation des terres nues et de celles plantées, au côté de Charès de Paros, sans plus de précision. Par la suite, Varron le liste parmi les auteurs ayant traité de l'agriculture dont il recommande la lecture, et il fait partie des sources utilisées par Pline l'Ancien pour les livres VIII (sur les animaux terrestres), X (sur les oiseaux), XIV et XV (sur les arbres fruitiers), XVII (sur les arbres cultivés) et XVIII (sur les céréales).

### Sources
- Wellmann M., RE 1.2, Berlin, 1894, col. 2895-2896 (#71)